# Lamperia
     listwa przysufitowa
     listwa naścienna
     lamperia
     listwa przypodłogowa
Lamperia (niem. Lamperie, fr. lambris) – dekoracyjna okładzina dolnej części ścian wewnętrznych wykonana najczęściej z kamienia, marmuru, stiuku lub z drewna. Także ochronna okładzina cokołowa wzdłuż posadzki.
Przeznaczeniem lamperii – poza walorem estetycznym – jest zabezpieczenie ścian przed wszelkiego rodzaju uszkodzeniami mechanicznymi i zabrudzeniami.
Wykonanie lamperii było i jest nie tylko ekskluzywnym, ale i drogim sposobem wykończenia. Dlatego współcześnie w celu osiągnięcia podobnych rezultatów, szczególnie tych ochronnych, stosuje się pokrycie dolnej części ścian farbą olejną. Tak wykończone powierzchnie spotyka się najczęściej na klatkach schodowych, korytarzach, a także w kuchniach i łazienkach starego budownictwa. Malowane lamperie stosuje się również w lokalach gastronomicznych, zakładach produkcyjnych, na korytarzach szkół, szpitali i innych budynków użyteczności publicznej. Tak wykonane zabezpieczenie pozwala na łatwe i szybkie usunięcie zabrudzeń z dolnej części ścian, szczególnie narażonych na poplamienia i otarcia.